# Kazimierz Strzegocki
Kazimierz Józef Adrian Strzegocki herbu Kościesza (ur. 5 listopada 1894 w Stanisławowie, zm. 9 sierpnia 1965) – kapitan piechoty Wojska Polskiego, kawaler Orderu Virtuti Militari, pracownik i w 1945 prezes P.K.O.

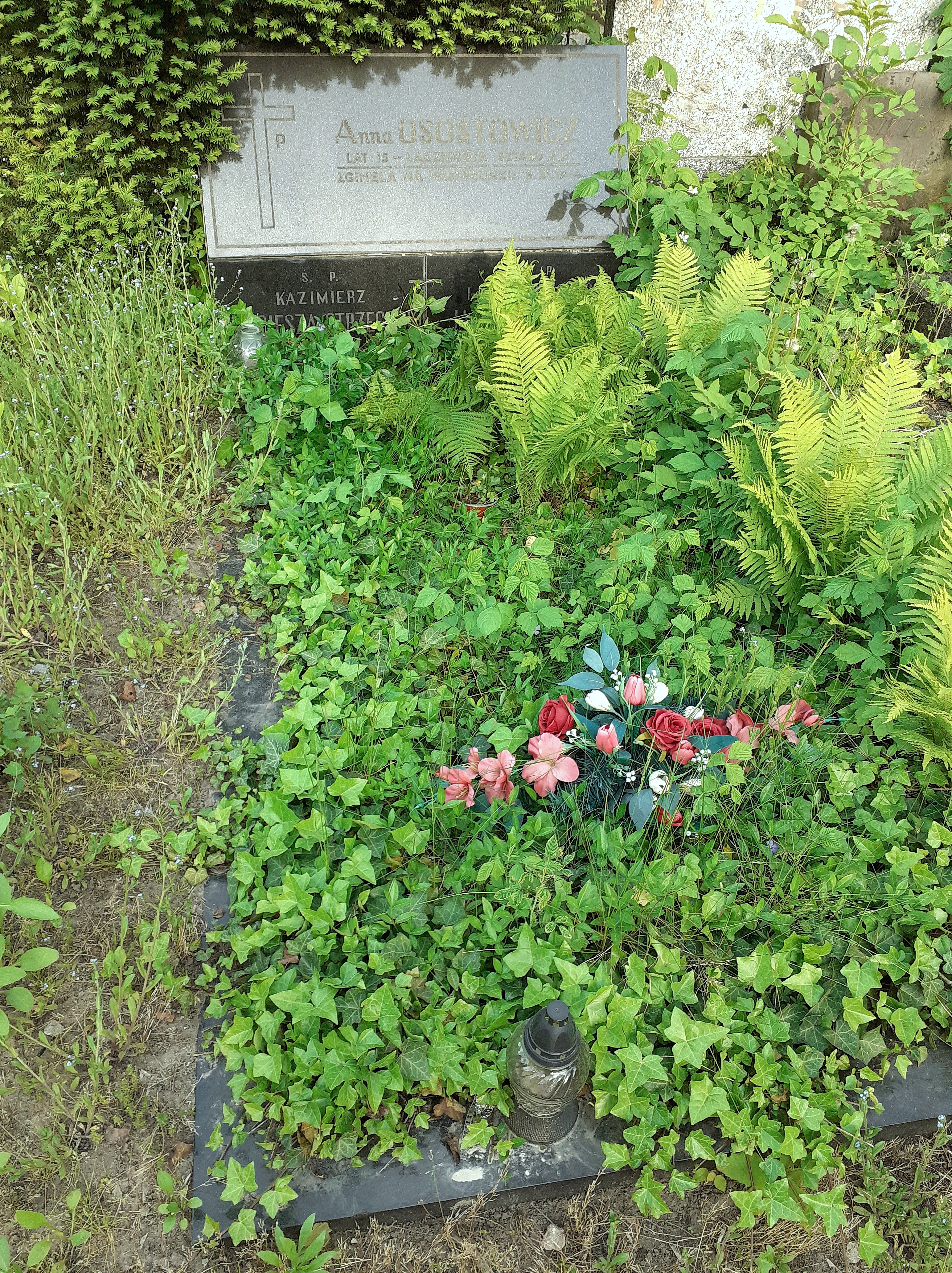
Grobowiec Kazimierza Strzegockiego i Anny Osostowicz

## Życiorys
Urodził się 5 listopada 1894 w Stanisławowie, w rodzinie Józefa i Zofii z Łotockich. W 1912 ukończył VIII klasę i zdał egzamin dojrzałości w C. K. Gimnazjum w Stanisławowie. Studiował na Uniwersytecie Wiedeńskim, a absolutorium uzyskał na Wydziale Matematycznym Uniwersytetu Jagiellońskiego. Po wybuchu I wojny światowej wstąpił do Legionów Polskich 6 sierpnia 1914. Do 14 lutego 1915 służył w 2 kompanii IV batalionu w składzie I Brygady. W 1915 został ranny. Od 14 marca do 28 lipca 1915 był słuchaczem w szkole podchorążych, po ukończeniu której służył kolejno w 11, 10 i 9 kompanii w 6 pułku piechoty w składzie III Brygady. 11 listopada 1915 mianowany chorążym, a 18 sierpnia 1916 awansowany do stopnia podporucznika od 1 lipca 1916. Po kryzysie przysięgowym wstąpił do Polskiej Organizacji Wojskowej.
Po odzyskaniu przez Polskę niepodległości wstąpił do Wojska Polskiego w listopadzie 1918. Uczestniczył w wojnie polsko-bolszewickiej w szeregach 6 pułku piechoty Legionów. Został awansowany do stopnia kapitana ze starszeństwem z dniem 1 czerwca 1919. W 1920 przeniesiony do rezerwy. Ukończył studia prawnicze na Wydziale Prawa Uniwersytetu Jagiellońskiego. Sprawował funkcje kierownicze w zakładach przemysłowych na obszarze Małopolski i Górnego Śląska. Od wiosny 1929 został pracownikiem w Pocztowej Kasie Oszczędności na stanowisku dyrektora technicznego. Zatrudnienie uzyskał za sprawą prezesa tego banku, Henryka Grubera, którego został odtąd bliskim współpracownikiem. 3 lipca 1933 został wiceprezesem P.K.O. i pełnił ten urząd do 1939. Zasiadał w radzie nadzorczej Polskiej Kasy Opieki. Był mężem Janiny z Wiedyskiewiczów.
W okresie II Rzeczypospolitej działał na polu społecznym i politycznym. Był członkiem Związku Legionistów Polskich, Federacji Związków Obrońców Ojczyzny, Towarzystwa Przyjaciół Huculszczyzny, Towarzystwa Rozwoju Ziem Wschodnich (zasiadł w składzie głównego sądu rozjemczego). Członek Zarządu Głównego Towarzystwa Rozwoju Ziem Wschodnich.
Po wybuchu II wojny światowej w okresie kampanii wrześniowej ewakuował się wraz z personelem PKO BP w kierunku wschodnim. Podczas transportu został ranny, zaś jego żona zmarła. Następnie powrócił do Warszawy wraz z córkami. Podczas okupacji niemieckiej działał w konspiracji, sprawując funkcję delegata na PKO.
U kresu wojny i w pierwszych miesiącach po jej zakończeniu, od 11 kwietnia do 17 września 1945 pełnił funkcję kierownika i przewodniczącego tymczasowego zarządu PKO, z nominacji Ministra Skarbu. Powierzona została mu misja zabezpieczenia majątku Kasy oraz wznowienia jej działalności w zakresie obrotu czekowo-przekazowego i oszczędnościowego oraz innych zadań zleconych przez Ministerstwo Skarbu. Następnie we wrześniu 1945 został zastępcą Delegatem Rządu ds. Wybrzeża, Eugeniusza Kwiatkowskiego. Po likwidacji Delegatury w 1948, ponownie trafił do Warszawy. Pracował w Biurze Projektów Typowych i Studiów Budownictwa Miejskiego.
Zmarł 9 sierpnia 1965. Został pochowany na cmentarzu Powązkowskim w Warszawie (kwatera 138a-6-1).

## Ordery i odznaczenia
- Krzyż Srebrny Orderu Virtuti Militari nr 6344 – 17 maja 1922[11][12]
- Krzyż Niepodległości – 22 grudnia 1931 „za pracę w dziele odzyskania niepodległości”[13]
- Krzyż Oficerski Orderu Odrodzenia Polski[1]
- Krzyż Kawalerski Orderu Odrodzenia Polski – 9 listopada 1932 „za zasługi na polu pracy zawodowej”[14]
- Krzyż Walecznych czterokrotnie
- Złoty Krzyż Zasługi[1]
- Medal Pamiątkowy za Wojnę 1918–1921[1]
- Brązowy Medal za Długoletnią Służbę[1]